# Lac Quiet
Le lac Quiet est un lac du Yukon au Canada. Il fait 28 km de long, et est le plus grand des trois lacs du système hydrographique de la rivière Big Salmon, elle-même affluent du fleuve Yukon.
Son nom lui a été donné en 1887 par John McCormack, un chercheur d'or. 
Avant la construction de la partie sud de la Canol Road, terminée en 1940, le lac n'était accessible que par bateau, via la rivière Teslin, la rivière Nisutlin et la rivière Big Salmon.
Actuellement le lac est utilisé pour la pêche, et pour le tourisme.